# Mongolia na Mistrzostwach Świata w Lekkoatletyce 2017
Mongolia na Mistrzostwach Świata w Lekkoatletyce 2017 – reprezentacja Mongolii podczas Mistrzostw Świata w Londynie liczyła 5 zawodników, którzy nie zdobyli żadnego medalu.

## Skład reprezentacji
Mężczyźni
| Zawodnik                | Konkurencja | Finał    | Finał   |
| Zawodnik                | Konkurencja | Rezultat | Pozycja |
| ----------------------- | ----------- | -------- | ------- |
| Ser-Od Bat-Ochir        | maraton     | 2:21:55  | 48.     |
| Munkhbayar Narandulam   | maraton     | 2:18:42  | 34.     |
| Tseveenravdan Byambajav | maraton     | 2:21:48  | 46.     |

Kobiety
| Zawodniczka               | Konkurencja | Finał    | Finał   |
| Zawodniczka               | Konkurencja | Rezultat | Pozycja |
| ------------------------- | ----------- | -------- | ------- |
| Munkhzaya Bayartsogt      | maraton     | 2:46:59  | 58.     |
| Khishigsaikhan Galbadrakh | maraton     | 2:44:48  | 52.     |